# Выборы в Белгородскую областную думу (2025)
Выборы в Белгородскую областную Думу VIII созыва состоятся в Белгородской области 14 сентября 2025 года в единый день голосования.
На 1 января 2025 года в Белгородской области зарегистрировано 1 205 428 избирателей, из которых 273 014 (22.65%) проживают в областном центре.
1 июля этап выдвижения кандидатов завершён.
Действующий состав Думы избран 13 сентября 2020 года. Тогда зарегистрировали 1 229 199 избирателей, 496 375 проголосовали досрочно, 18 976 получили бюллетени вне помещений избирательных участков, 154 326 пришли на избирательные участки. Явка составила 54,48%. 13 570 (2,03%) бюллетеней признаны недействительными по неизвестным причинам. Единая Россия получила 63,95%, КПРФ - 13,2%,  ЛДПР - 6,58%, Партия Пенсионеров - 5,11%. Не прошли в Думу: За Правду - 4,24%, Справедливая Россия - 3,82%, Патриоты России - 1,08%.

## Избирательная система
В Областную думу избираются 50 депутатов по смешанной избирательной системе. 25 депутатов избираются по партийным спискам (пропорциональная система) для которых установлен 5%-й барьер, а распределение мест между списками происходило по методу Империали, модифицированным таким образом, чтобы каждый партийный список, преодолевший проходной барьер, получил как минимум один мандат. Другие 25 депутатов избираются по одномандатным округам (мажоритарная система), побеждает набравший большинство голосов. Срок полномочий — пять лет. На первом заседании один из депутатов будет избран в Совета Федерации сенатором, а его мандат будет передан следующему кандидату в списке, если тот кого направят в Совет Федерации будет из депутатов избранных в едином округе.

## Кандидаты

### Партийные списки
Для регистрации списков кандидатов партиям необходимо собрать 0,5 % подписей от общего числа зарегистрированных избирателей в Белгородской области на 01.01.2025  - 1 205 428 избирателей. Необходимо представить для регистрации партийного списка 6028 подписей.
В соответствии с Избирательным кодексом Белгородской области партийные списки должны быть разделены на общерегиональную часть(от 1 до 3 кандидатов) и 12 региональных групп (от 3 до 5 в каждой), территорию которых определяет Облизбирком. 13 ноября 2024 облизбирком приняла Постановление определив 12 неравных частей. Так на 1 июля 2024 избирателей заявлено 1 208 292. Среднее количество в частях определено Облизбиркомом - 100 691, но в части №1 (Алексеевская), территория соответствует одномандатным округам №№1, 18 и часть 17,  заявлено 116696 избирателей - отклонение от среднего 15,9%; в части №11 Щебекенской (территории округов №№ 16, 24 и часть 12) 119 967 избирателей +19,14%.
Белгородские законодатели в 2019 году внесли изменения в Избирательный кодекс, установив, что избирательные объединения могут сами выбрать в каких частях, но не менее 6, выдвигать списки, а части где они не выдвинут, останутся пустыми. Такое нормотворчество не соответствует Постановлению Конституционного суда. Партия пенсионеров выдвинула список по 6 группам: в общерегиональной части выдвинуто трое, а в группе № 11 было выдвинуто 4 но кандидат №2 выбыл; в группе Яковлевской №12 трое; в группе Белгородской №3; Белгородской №4 - трое;  Белгородской №5 - трое и если кого-то в группах не зарегистрируют, хотя бы одного, то снимут с выборов весь список.
Следующие партии были освобождены от необходимости собирать подписи для регистрации списка кандидатов:
- Единая Россия
- КПРФ
- ЛДПР
- Справедливая Россия — За правду
- Новые люди
- Партия Пенсионеров
- Коммунисты России
- Казачья партия Российской Федерации

| Номер в бюллетене | Партия | Партия                          | Общая часть списка                                      | Региональных групп | Кандидатов в списке | Статус списка   |
| ----------------- | ------ | ------------------------------- | ------------------------------------------------------- | ------------------ | ------------------- | --------------- |
| 1                 |        | Единая Россия                   | Вячеслав Гладков • Вячеслав Воробьёв • Анна Кочерова    | 12                 | 51                  | зарегистрирован |
| 4                 |        | ЛДПР                            | Леонид Слуцкий • Евгений Дремов                         | 12                 | 54                  | зарегистрирован |
| 6                 |        | Справедливая Россия — За правду | Юрий Осетров                                            | 9                  | 46                  | зарегистрирован |
| 5                 |        | Коммунисты России               | Иван Бородавкин • Илья Клеймёнов • Константин Хлебников | 12                 | 63                  | зарегистрирован |
| 2                 |        | КПРФ                            | Валерий Шевляков                                        | 12                 | 51                  | зарегистрирован |
| 3                 |        | Партия Пенсионеров              | Татьяна Шагиева • Владимир Ворожцов • Артём Зотов       | 6                  | 21                  | зарегистрирован |

### Одномандатные избирательные округа
Для регистрации кандидатов в одномандатных округах необходимо собрать 3% подписей зарегистрированных избирателей округа. Самый крупный округ Красногвардейский №17 на 52 215 избирателей, где нужно собрать для регистрации 1567 подписей (на Госуслугах половину из них - 783) и дополнительно ещё 156 подписей. Самый малочисленный округ Волоконовский №12 на 42 056 избирателей - 1262 подписи (на Госуслугах - 631) и дополнительно ещё 126 подписей избирателей. Не равенство округов в 305 подписей (24,2%) из-за отклонения в округе №12 от средней нормы представительства в 13%.
| Партия | Партия                          | Число выдвинутых кандидатов | Число зарегистрированных кандидатов |
| ------ | ------------------------------- | --------------------------- | ----------------------------------- |
|        | Единая Россия                   | 25                          | 25                                  |
|        | КПРФ                            | 23                          | 23                                  |
|        | ЛДПР                            | 23                          | 23                                  |
|        | Справедливая Россия — За правду | 13                          | 13                                  |
|        | Партия Пенсионеров              | 12                          | 12                                  |
|        | Самовыдвижение                  | 3                           | 1                                   |
| Всего  | Всего                           | 99                          | 97                                  |